# Logan (Wirginia Zachodnia)
Logan – miasto w Stanach Zjednoczonych, w stanie Wirginia Zachodnia, w hrabstwie Logan.